# Сеики Ичихара
Сеики Ичихара (јап. 市原 聖曠) бивши је јапански фудбалер и тренер.
Био је тренер јапанске фудбалске репрезентације за жене (1981. године).